# Bertrandita

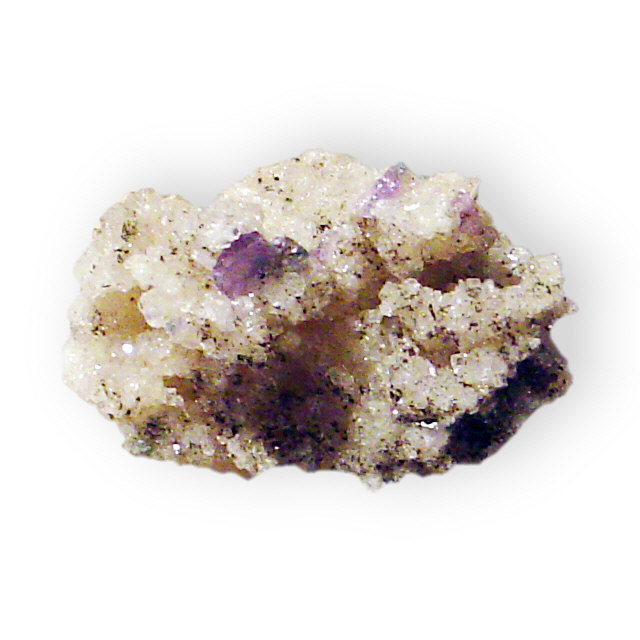
Bertrandita do Brasil

O mineral Bertrandita  é um hidróxido sorossilicato de berílio, cuja composição é  Be4Si2O7(OH)2. É um dos minérios mais importantes do berílio.
Seus cristais são ortorrômbicos,  incolores ou  amarelo-pálido, transparentes, brilho vítreo, com raias de coloração branca. O mineral apresenta dureza 6-7  e densidade 2,59 g/cm³.
A bertrandita foi descoberto em Nantes, França, em 1883, e nomeado em homenagem ao mineralogista francês Émile Bertrand.